# Usuns

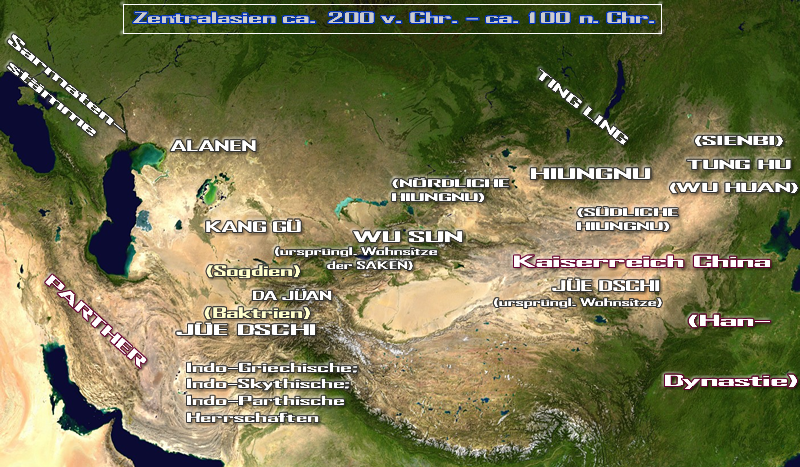
Os usuns e seus vizinhos durante o século II a.C.

Usun (em chinês: ; romaniz.: lit. netos do corvo) era um povo nómade indo-europeu existente na China entre os séculos II a.C. e I d.C..